# Тюбінген
Тюбінген (нім. Tübingen) — старовинне місто в Німеччині, у федеральній землі Баден-Вюртемберг, адміністративний центр округу. У місті розташований відомий університет — Університет Еберхарда Карла. Населення 83 740 мешканців (станом на 31 грудня 2006 року).

## Відомі люди
- Деспіна Ванді — грецька співачка. 2002 року отримала нагороду World Music Awards як найуспішніша за кількістю проданих альбомів грецька співачка.
- Камераріус Рудольф Якоб (1665—1721) — німецький лікар і ботанік.